# إف. بي. شيفر
إف. بي. شيفر (بالألمانية: Fritz Peter Schäfer)‏ (و. 1931 – 2011 م) هو فيزيائي، وأستاذ جامعي ألماني، ولد في باد هرسفلد، كان عضوًا في الأكاديمية الألمانية للعلوم ليوبولدينا، وأكاديمية برلين براندنبورغ للعلوم، وأكاديمية العلوم في غوتينغن، توفي في هانوفر، عن عمر يناهز 80 عاماً.

## جوائز
حصل على جوائز منها:
- جائزة أبحاث ماكس بلانك  [لغات أخرى]‏ (1991)
- جائزة غوتفريد ويلهلم ليبنز (1986)
- Werner von Siemens Ring [الإنجليزية]‏ (1984)
- نيشان استحقاق صليب الضباط لجمهورية ألمانيا الاتحادية
- نيشان استحقاق صليب الضباط لجمهورية ألمانيا الاتحادية